# VPN Routing and Forwarding
In informatica, l'acronimo VRF vuol dire "Virtual Routing and Forwarding" ed è un protocollo di routing che identifica una VPN in un particolare dominio MPLS.
Le diverse VPN sono associate ad un diverso RD, o route-distinguisher, che identifica in modo univoco un nodo di VPN.
Nella rete MPLS per la comunicazione tra diverse VPN o diversi nodi di una stessa VPN si utilizza il Multiprotocol-Border Gateway Protocol (MP-BGP, l'estensione per MPLS di BGP). MPLS+MP-BGP garantisce di mantenere separato il traffico tra i diversi utilizzatori dei servizi, anche se il traffico utilizza lo stesso core di rete.
VRF-lite è una versione semplificata di VRF che opera in ambienti non MPLS. Il principale utilizzo è di mantenere separato il traffico dal CE (customer edge) fino al PE (provider edge) ma può essere utilizzato anche in piccole reti LAN.